# Гадас

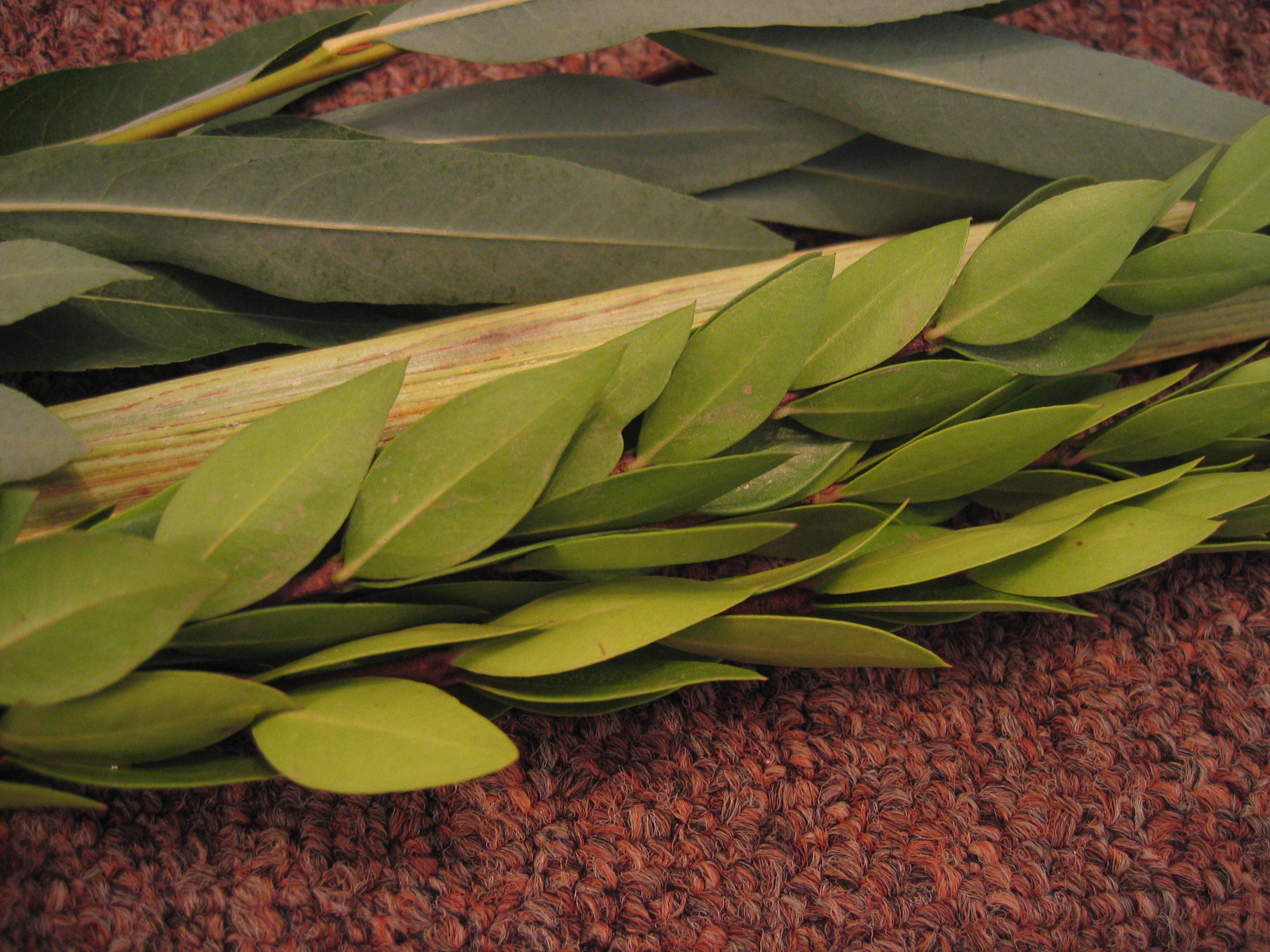
Три гілки хадаса

Гадас (івр. הדס; мн. Гадасім — הדסים‬) — гілка миртового дерева, яка входить до складу рослин для обряду нетілат лулав, що проводиться на єврейське свято Сукот.
Гадас — один з Чотирьох видів (арбаат мінім — ארבעת המינים‬). Інші — це лулав (листя фінікової пальми), арава (верба) і етроґ (цитрон). Три гадасім входять до складу Чотирьох Видів і пов'язані разом з лулавом та аравою. Разом із етроґом лулавом підносять на чотири сторони, а також вгору і вниз, щоб засвідчити владу Вс-вишнього над усім творінням і висловити молитву про достатню кількість опадів для всієї земної рослинності в наступному році.
Гадас росте ярусами по три листки. Згідно з Галахою, найдосконаліший гадас — той, у якого листя росте рівномірно в кожному ярусі з трьох листків.
Гадас також використовується як «бесамім» або священні спеції у деяких сефардських і мізрахійських звичаях для Гавдали.